# Uqbar Editores
Uqbar Editores es una editorial chilena independiente fundada en 2006. Desde sus inicios se ha caracterizado por la versatilidad de su catálogo, que abarca publicaciones tanto de saberes específicos como de rescate patrimonial, sin dejar de lado las tendencias editoriales del mercado.

## Historia
Uqbar se constituye en el segundo semestre del 2006 bajo la dirección editorial de Isabel Buzeta, profesora de lenguaje y licenciada en letras, quien ya había trabajado en Random House Mondadori, Grupo Editorial Norma y Editorial Grijalbo. La editorial surge de la necesidad de Buzeta de vincularse a proyectos que, por cuestiones de marketing, hubieran sido rechazados por los grupos editoriales trasnacionales.
El nombre de Uqbar Editores es un homenaje al relato Tlön, Uqbar, Orbis Tertius, del escritor argentino Jorge Luis Borges.
La editorial apuesta a la alternancia de libros comerciales con literatura, y cuenta en su catálogo con escritores como Ascanio Cavallo, Andrea Jeftanovic y Nona Fernández.

## Colecciones y Sellos
Uqbar posee colecciones de Cine, Narrativa, Arquitectura, Política, Crónica histórica, Periodismo y Psicología. También distribuye libros de otras editoriales chilenas, como Sangría Editora y Ediciones Kultrún.

## Publicaciones
2014
| Id | Título              | Autor               |
| -- | ------------------- | ------------------- |
| 1  | Señales del Dresden | Martín Pérez Ibarra |

2013
| Id | Título                                                                                       | Autor                              |
| -- | -------------------------------------------------------------------------------------------- | ---------------------------------- |
| 1  | 2323 Stratford ave.                                                                          | Marcelo Rioseco                    |
| 2  | Movimientos sociales en Chile                                                                | Gabriel Salazar                    |
| 3  | Para gritar, para cantar, para llorar. Mundiales inolvidables                                | Bárbara Fuentes, Marcelo Simonetti |
| 4  | Historia de una mujer bomba y otras crónicas de América Latina                               | Benjamín Galemiri                  |
| 5  | No aceptes caramelos de extraños                                                             | Andrea Jeftanovic                  |
| 6  | Apuntes para la Historia de la Cocina Chilena                                                | Eugenio Pereira Salas              |
| 7  | (Des)montando fábulas                                                                        | Pedro Chaskel                      |
| 8  | Golpe, 11 de septiembre de 1973. Las 24 horas más dramáticas del siglo XX                    | Ascanio Cavallo, Margarita Serrano |
| 9  | Historia de mi madre muerta                                                                  | Ascanio Cavallo                    |
| 10 | El poder de la paradoja                                                                      | Ascanio Cavallo                    |
| 11 | La viga maestra y el sueldo de Chile, mirando el futuro con los ojos del cobre               | Patricio Meller                    |
| 12 | Entrevista de golpe                                                                          | Bárbara Fuentes                    |
| 13 | Matrimonio y Patrimonio / Las estrategias matrimoniales de la elite económica chilena actual | Sebastián Huneeus                  |

2012
| Id | Título                                                                   | Autor                                            |
| -- | ------------------------------------------------------------------------ | ------------------------------------------------ |
| 1  | Confianza lúcida                                                         | José Andrés Murillo                              |
| 2  | Shakesperean Blues                                                       | Armando Roa                                      |
| 3  | Taller de escritura de telenovelas. 8 clases teóricas y ejercicios       | José Ignacio Valenzuela                          |
| 4  | Abierta: Gestión de controversias y justificaciones                      | Eugenio Tironi                                   |
| 5  | ¿Por qué no me quieren?: Del Piñera way a la rebelión de los estudiantes | Eugenio Tironi                                   |
| 6  | Universitarios, el problema no es el lucro, es el mercado                | Patricio Meller                                  |
| 7  | Cuaderno de recetas                                                      | Pilar Hurtado y Pilar Larraín                    |
| 8  | La historia oculta del régimen militar                                   | Ascanio Cavallo, Manuel Salazar, Óscar Sepúlveda |
| 9  | Al alba de las emociones                                                 | Susana Bloch                                     |
| 10 | Surfeando la ola emocional                                               | Susana Bloch                                     |
| 11 | El arte de sanar en la medicina mapuche                                  | Ziley Mora                                       |
| 12 | Palabras mágicas para reencantar la tierra                               | Ziley Mora                                       |
| 13 | La historia oculta de la transición. Memoria de una época 1990-1998      | Ascanio Cavallo                                  |
| 14 | Movimientos sociales en Chile                                            | Gabriel Salazar                                  |
| 15 | Ponte tus pantalones, súbete a tus tacos                                 | Ximena Torres Cautivo                            |
| 16 | Horóscopo 2013                                                           | Bárbara Canale                                   |
| 17 | América Latina en 130 documentales                                       | Jorge Ruffinelli                                 |